# 크리시우마 EC
크리시우마 이스포르치 클루비(Criciúma E.C.)는 브라질 산타카타리나주에 위치한 크리시우마를 연고로 하는 축구단이다. 이 팀은 1947년에 창단하였다.

## 선수 명단

### 현역
참고: FIFA 자격 규정에 따라 소속된 국가대표팀 국기를 표시합니다. 선수는 복수의 FIFA 비회원국 국적을 가지고 있을 수 있습니다.
| 번호 | 포지션 | 국적       | 이름                       |
| ---- | ------ | ---------- | -------------------------- |
| 34   | FW     | 나이지리아 | 올루바세훈 사무엘 오투사냐 |

| 번호 | 포지션 | 국적 | 이름 |
| ---- | ------ | ---- | ---- |

## 역대 감독
| 감독                   | 임기 |
| ---------------------- | ---- |
| 루이스 펠리피 스콜라리 | 1991 |
| 도리바우 주니오르      | 2005 |
| 호샤                   | 2006 |
| 바당                   | 2013 |

틀:크리시우마 EC 선수 명단
틀:캄페오나투 카타리나